# Fortyfive
Pour les articles homonymes, voir AIM.
Fortyfive Co. Ltd (anciennement AIM) est une société japonaise de jeu vidéo, fondée en 1990,.

## Sous le nom AIM[3]
- Armadillo, Famicom/NES
- Daikaijuu Monogatari II (大貝獣物語Ⅱ), Super Famicom
- Lodoss Tou Senki
- Honoo no Doukyuuji: Dodge Danpei, PC Engine
- Fausseté Amour, PC Engine CD
- Crayon Shin-chan: Nagagutsu Dobon!!, Super Famicom
- Doraemon 3: Nobita to Toki no Hougyoku, Super Famicom
- Inspector Gadget, Super Nintendo
- Lord Monarch, Super Famicom
- Shōnin yo Taishi wo Idake!!, Super Famicom
- SWAT Kats: The Radical Squadron, Super Nintendo

## Sous le nom Fortyfive
- Communication Logic Battle Daisessen (通信対戦ロジックバトル 大雪戦)
- Hello Kitty: Garden Panic
- July (ジュライ)
- Tokyo Bus Guide (東京バス案内)
- Tokyo Bus Guide Bijin Bus Guide Tenjou Pack (aka Tokyo Bus Guide: Featuring a Beautiful Bus Tour Conductor) (東京バス案内美人バスガイド添乗パック)
- Weakness Hero Torauman (ウィークネスヒーロー トラウマン)